# James Files
James Earl Files, naar eigen zeggen geboren als James Sutton (Oakman, Alabama, 24 januari 1942), is een Amerikaanse gedetineerde die beweert de schutter te zijn geweest die op 22 november 1963 het fatale schot op het hoofd van president John F. Kennedy loste. De hoofdverdachte van de moord, Lee Harvey Oswald, pleitte hij vrij. Files stond, volgens zijn verklaring, verscholen achter de houten schutting op de grasheuvel op Dealey Plaza en fungeerde als reserveschutter voor maffia-huurmoordenaar Charles Nicoletti, die op Kennedy zou vuren vanuit het Dal-Tex-gebouw (naast de Texas School Book Depository, waar Oswald werkte). De maffiagangster John Roselli zou het tweetal naar de plaats van de moord begeleid hebben.
Files werd in 1992 veroordeeld tot een gevangenisstraf van vijftig jaar voor poging tot moord op twee politieagenten. Op 6 mei 2016 kwam hij voorwaardelijk vrij.

## Levensloop
James Files zou begin 1959 zijn toegetreden tot het Amerikaanse leger en deel hebben uitgemaakt van de 82e Luchtlandingsdivisie. In het kader van een commando-operatie (operatie White Star) zou hij in juli 1959 zijn uitgezonden naar Laos, waar hij Laotiaanse soldaten opleidde. Na zijn terugkeer in de Verenigde Staten in de tweede helft van 1960 zou hij in contact zijn gekomen met de Amerikaanse maffia en hebben gewerkt als chauffeur van Charles Nicoletti en als huurmoordenaar.
Op 7 mei 1991 raakte Files op straat verwikkeld in een vuurgevecht met twee politieagenten, waarna hij werd veroordeeld tot een gevangenisstraf van vijftig jaar voor poging tot moord. Hij zat zijn straf uit in de zwaarbeveiligde Stateville-gevangenis in Crest Hill in de staat Illinois.

## Moord op Kennedy

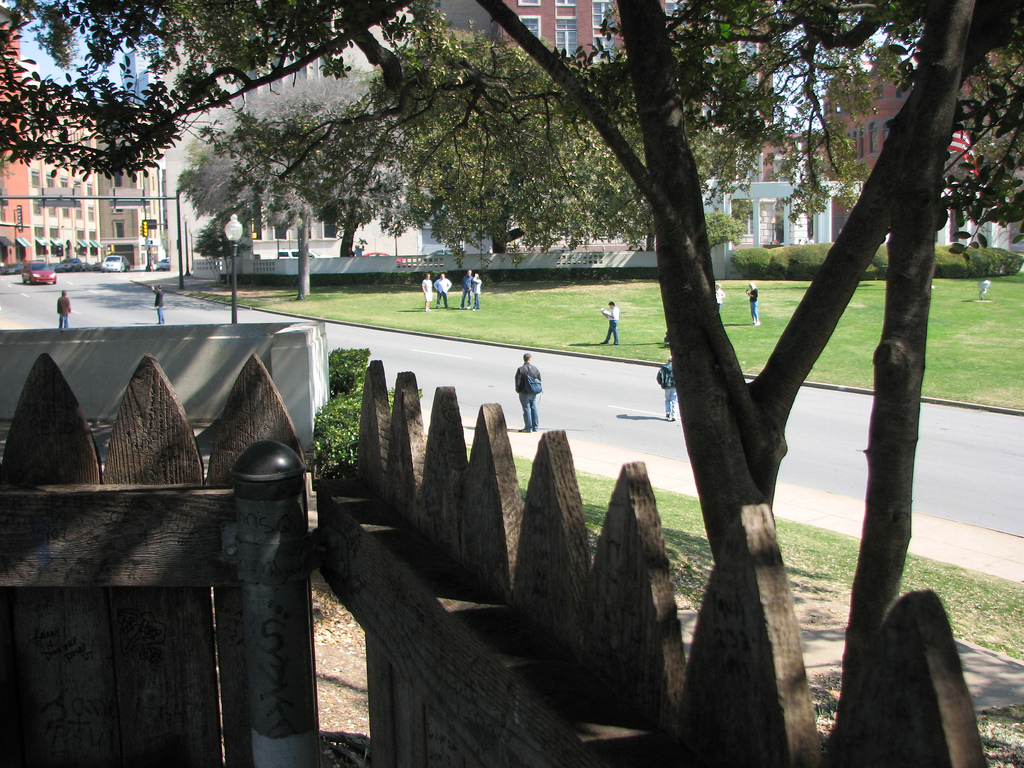
De houten schutting van waarachter Files geschoten zou hebben

Files verklaarde in interviews in 1994 en 2003 vanaf de grasheuvel op Dealey Plaza in Dallas het dodelijke schot op president Kennedy te hebben gelost. Files zou op de ochtend van 22 november 1963 met zijn opdrachtgever Nicoletti naar Dealey Plaza zijn gereden, waar hun wegen scheidden: Nicoletti ging met een geweer naar het Dal-Tex-gebouw even verderop in Elm Street, Files bereidde zich voor in het gebied achter de houten schutting. Hij beschikte over een Remington XP-100, een model vuurwapen dat het midden houdt tussen een geweer en een pistool, verstopt in een attachékoffer, met zes .222-patronen, die zouden zijn gevuld met kwik en daarna afgedicht met was, opdat ze bij de inslag zouden exploderen. Toen president Kennedy arriveerde, stond Files naar eigen zeggen opgesteld op enkele meters van de hoek van de houten schutting, vlak naast een trap die op de grasheuvel naar beneden loopt, enigszins verscholen onder de tak van een boom. Hij zou opdracht hebben gekregen op het hoofd van de president te vuren, maar alleen te schieten als Nicoletti miste. Toen er schoten klonken, zag Files dat de president slechts in zijn lichaam door Nicoletti geraakt was, en nam hij de haastige beslissing het karwei af te maken met een gericht schot op het hoofd. Hij raakte de president naar eigen zeggen in zijn rechterslaap. Daarna liep hij terug naar de geparkeerde auto in Houston Street, een bordeauxrode Chevrolet uit 1963, en reed hij met Nicoletti en diens metgezel Roselli weg (de eerste in de passagiersstoel naast hem, de laatste op de achterbank) om terug te keren naar Mesquite, waar hij sinds een week in een motel verbleef. Onderweg zette hij Nicoletti en Roselli af bij een benzinestation.

### Geloofwaardigheid van de bekentenis
Aan Files' verklaringen wordt ernstig getwijfeld. Zo zou het ongeloofwaardig zijn dat een wapendeskundige als Files het enkele dagen daarvoor zorgvuldig afgestelde telescoopvizier vlak voor de moordaanslag van zijn vuurwapen haalt om daarmee, zoals hij vertelde te hebben gedaan, de aanwezigen aan de andere kant van de schutting te observeren. Bovendien zou de route van de president nooit op het laatste moment zijn gewijzigd, zoals Files beweerde. Deze tegenwerping is echter in zoverre achterhaald, dat de verandering in de presidentiële route via Elm Street al vier dagen van tevoren in de dagbladen werd gepubliceerd, waardoor een eventuele schutter zich daarop kon voorbereiden. Volgens het FBI, dat Files in 1993 ondervroeg, is het hele verhaal verzonnen.

## Documentaire
Het interview met James Files in 2003 is vastgelegd in de documentaire I Shot JFK, waarvan ook een boek verscheen. In 2006 besteedde Peter R. de Vries in een uitzending van Peter R. de Vries, misdaadverslaggever aandacht aan de zaak.